# Kennedy Center Honors
A Kennedy Center Honors nevű egyesült államokbeli kitüntetéseket évente ítélik oda előadóművészeknek az amerikai kultúrához életük során nyújtott hozzájárulásukért. 1978 óta évente adják át decemberben gálaműsor keretében a washingtoni Kennedy Center Operaházban öt kitüntetettnek. A kitüntetések általában személyre szólóak, de időnként duókat, együtteseket, sőt egyszer egy Broadway musicalt, egy televíziós műsort és egy előadóművészeti helyszínt is jutalmaztak.

## Története
1978-ban George Stevens Jr. hozta létre a Kennedy Center Honors néven az első díjátadó gálát Nick Vanoff-fal együtt. A 2014-es díjak producere és társírója is ő volt, majd eladta a gyártási jogokat a Kennedy Centernek.
A kitüntetések és a rendezvény ötlete 1977-ben született, az Amerikai Filmintézet (AFI) 10. évfordulós fehér házbeli fogadása és a Kennedy Center programja után.
Az első műsorvezető Leonard Bernstein volt 1978-ban, majd Eric Sevareid következett, ekkor a műsort Gene Kelly zárta, majd Beverly Sills jött 1980-ban. Walter Cronkite 1981 és 2002 között, Caroline Kennedy 2003 és 2012 között, Glenn Close 2013-ban, Stephen Colbert pedig 2014 és 2016 között vezette a műsort. Ricky Kirshner és Glenn Weiss (White Cherry Entertainment) voltak a 38. évi Kennedy Center Honors (2015) ügyvezető producerei, miután George Stevens Jr. lemondott. 2017-ben nem volt hivatalos műsorvezető, bár Caroline Kennedy ajánlkozott. 2018-ban, 2021 közepén és 2023-ban Gloria Estefan, 2019-ben LL Cool J, 2021 végén David Letterman volt. 2022-ben nem volt hivatalos házigazda, bár több korábbi kitüntetett is ajánlkozott. 2022-ben David Jammyt (Done+Dusted) és Elizabeth Kellyt (ROK Productions) vették fel ügyvezető producerként.
A díjátadót nem sugározzák élőben (kivéve a zárt láncú helyszíneket), de a körülbelül kétórás szerkesztett változatot általában karácsony után közvetítik a CBS-en, újév napja előtt. Ettől a hagyománytól eltérve a 2019-es Kennedy Center Honorsot december elején sugározták a televíziók, majd később elérhetővé tették a CBS All Accessen. A Covid19 világjárvány miatt a 2020-as rendezvényt elhalasztották és az végül 2021. május 17. és május 22. között került megrendezésre, a szerkesztett adás pedig június 6-án került adásba. 2021 óta az éves Honors adása korlátozott ideig streamelhető a CBS platformokon és a Paramount+-on keresztül.

### A kiválasztási folyamat
A kitüntetettekre a nagyközönség tehet javaslatokat, és a Kennedy Center Special Honors Tanácsadó Bizottsága, amely a kuratórium tagjaiból, valamint korábbi kitüntetettekből és jeles művészekből áll választja ki a kitüntetetteket az alapján, hogy milyen hatást gyakoroltak az amerikai kultúrára, a zene, a tánc, a színház, az opera, a mozgókép és a területén. A jelöltek névsorát általában valamikor július és szeptember között hirdetik meg.

## Események
A csak meghívásos, hétvégi ceremónia magában foglalja az elnöki ebédet, a külügyminisztériumi vacsorát, a Fehér Ház fogadását, valamint a Honors gálaelőadásokat és vacsorát.
Az elnöki ebéd szombaton kerül megrendezésre a Kennedy Centerben. A kitüntetettektől körülvéve a kuratórium elnöke köszöntő beszéddel indítja a rendezvényt. Az esti fogadáson és vacsorán a külügyminisztériumban az államtitkár elnökletével a testület elnöke bemutatja a kitüntetetteket és átadja a kitüntetéseket. A széles szivárványszínű szalag, amelyet ezután a címzettek nyakába akasztanak, alkotója, Ivan Chermayeff szerint „az előadóművészeten belüli számos készség spektrumát” szimbolizálja.
Vasárnap kora este a Fehér Házban fogadást ad az Egyesült Államok elnöke és a First Lady ad, majd a Honors gálaelőadása a Kennedy Centerben és vacsora következik.
2017 előtt három alkalommal esett meg, hogy az elnök nem vett részt a gálaelőadáson. Jimmy Carter 1979-ben az iráni túszválság idején; Rosalynn Carter first lady helyettesítette. George W. Bush elnök 1989-ben brüsszeli úton volt, ezért nem tudott részt venni; Barbara Bush first lady helyettesítette. Bill Clinton elnök 1994-ben Budapestre utazott, Hillary Clinton first lady szolgált a helyettesítőjeként.
A 2015-ös gálaelőadáson Barack Obama elnök később csatlakozott a First Lady Michelle Obamához, miután a Fehér Házból élő adásban beszélt a nemzethez.
2017-ben Donald Trump elnök és Melania Trump first lady úgy döntöttek, hogy nem vesznek részt a 2017-es Kennedy Center Kitüntetések kitüntetettjei tiszteletére rendezett eseményeken, hogy „lehetővé tegyék a kitüntetettek számára, hogy minden politikai zavarás nélkül ünnepelhessenek”. A 2017. évi ünnepséget december 3-án nélkülük tartották, ez volt az első alkalom, amikor sem az elnök, sem a first lady nem vett részt; Caroline Kennedy volt a házigazda, és bemutatta a kitüntetetteket. A szertartást megelőző szombat esti hagyományos vacsorát a külügyminisztériumban Rex Tillerson külügyminiszter rendezte, és a Fehér Ház fogadását törölték. Donald és Melania Trump szintén nem vett részt a 2018-as és a 2019-es kiadás egyik eseményén sem.
A COVID-19 világjárvány miatti késleltetett és rövidített 2020-as kiadás változásai miatt Joe Biden elnök és Jill Biden first lady 2021 májusában a Fehér Házban üdvözölték az év kitüntetettjeit, de semmilyen más eseményen nem vettek részt.
A 2021-es kiadás esetében Joe és Jill Biden részt vett a december 5-i gálaelőadáson, ami 2016 óta az első alkalom, hogy a hivatalban lévő elnök és a first lady is részt vett az eseményen.

## A díj nyertesei

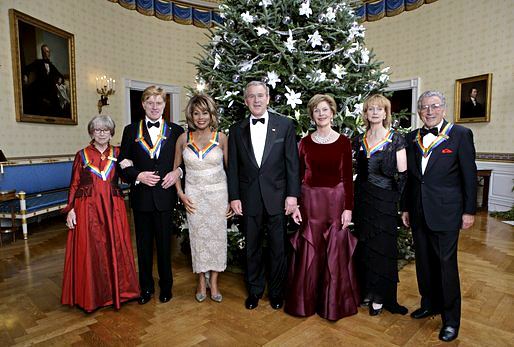
A 2005-ös Kennedy Center kitüntetettjei: Julie Harris, Robert Redford, Tina Turner, Suzanne Farrell és Tony Bennett George W. Bush elnökkel és Laura Bush First Ladyvel, a Fehér Ház kék szobájában, 2005. december 4-én

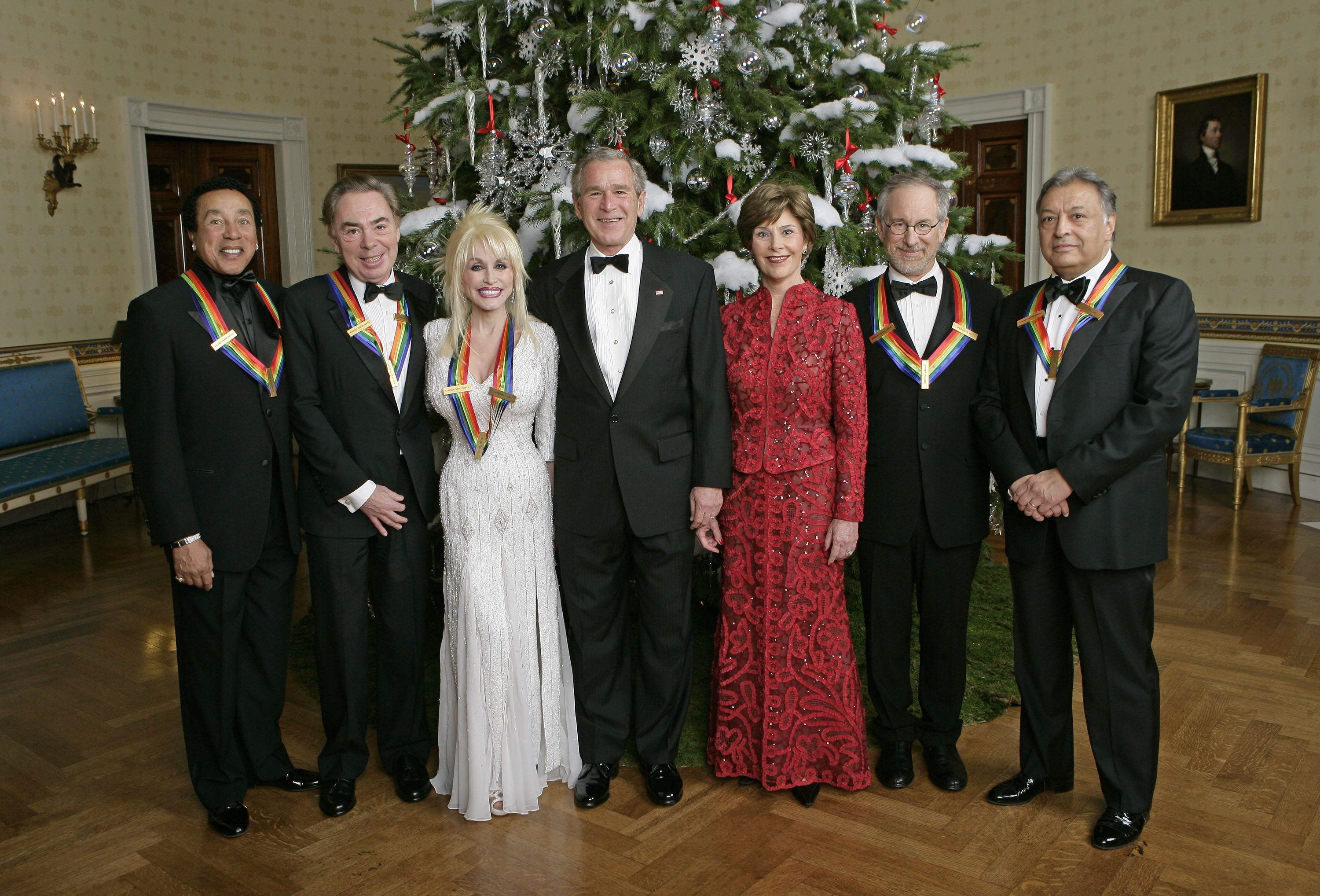
A 2006-os Kennedy Center kitüntetettjei: Smokey Robinson, Andrew Lloyd Webber, Dolly Parton, Steven Spielberg és Zubin Mehta George W. Bush elnökkel és Laura Bush first ladyvel

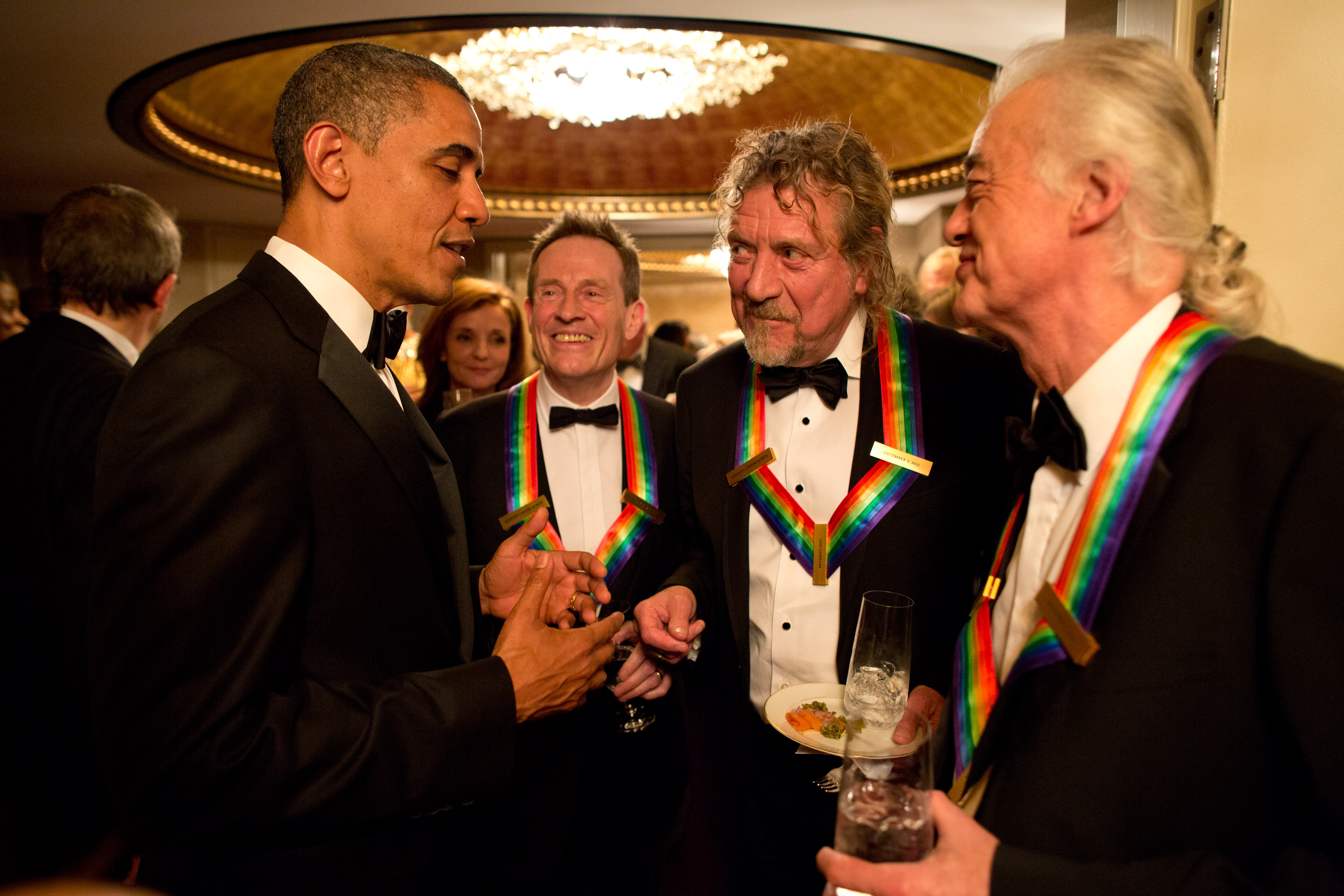
A Led Zeppelin még élő tagjait 2012-ben tüntették ki, a képen Barack Obama elnökkel szerepelnek

2024-ig 255 ember részesült a Kennedy Center kitüntetésben, nem számítva a különdíjakat. Az egyik díjat, amelyet 1998-ban Bill Cosby stand-up komikusnak és színésznek ítéltek, 2018-ban visszavontak egy szexuális zaklatás miatti ítéletet követően. A legtöbbet magánszemélyeknek adományozták. 1985 óta tizenhárom alkalommal adtak át díjat duóknak vagy csoportoknak, köztük három házaspárnak, akik színészek voltak: Hume Cronyn és Jessica Tandy; Paul Newman és Joanne Woodward; valamint Ossie Davis és Ruby Dee. A Dancers The Nicholas Brothers, Fayard és Harold elismerésben részesült, valamint három zenés színházi dalszerző duó: Alan Jay Lerner és Frederick Loewe, Betty Comden és Adolph Green, valamint John Kander és Fred Ebb. Hat zenei csoport tagjait díjazták: Pete Townshend és Roger Daltrey a The Who-ból; John Paul Jones, Jimmy Page és Robert Plant a Led Zeppelinből; Don Henley, Timothy B. Schmit, Joe Walsh és (posztumusz) Glenn Frey az Eaglesből ; Philip Bailey, Verdine White és Ralph Johnson, az Earth, Wind & Fire; Bono, The Edge, Adam Clayton és Larry Mullen Jr. a U2-ból, valamint Mickey Hart, Billy Kreutzmann, (posztumusz) Phil Lesh és Bobby Weir a Grateful Deadből.
2018-ban különdíjat hoztak létre „egy kategóriát meghazudtoló, átalakuló alkotás úttörő alkotóinak”, és az éves ünnepségen adták át a Hamilton című musical alkotóinak: Lin-Manuel Mirandának, Thomas Kailnak, Andy Blankenbuehlernek és Alex Lacamoire-nak.
A 2019-es kitüntetettek között először szerepelt televíziós műsor; a Sesame Street társalapítói, Joan Ganz Cooney és Lloyd Morrisett valamennyi alkotó nevében fogadták el a Kennedy Center kitüntetést.
2024-ben különdíjat ítéltek oda a New York-i Apollo Színháznak, amely az első intézmény, amelyet a Kennedy Center kitüntetéssel tüntettek ki.

### 1970-es évek
| Év   | Kitüntetettek                                                                          |
| ---- | -------------------------------------------------------------------------------------- |
| 1978 | Marian Anderson, Fred Astaire, George Balanchine, Richard Rodgers és Arthur Rubinstein |
| 1979 | Aaron Copland, Ella Fitzgerald, Henry Fonda, Martha Graham és Tennessee Williams       |

### 1980-as évek

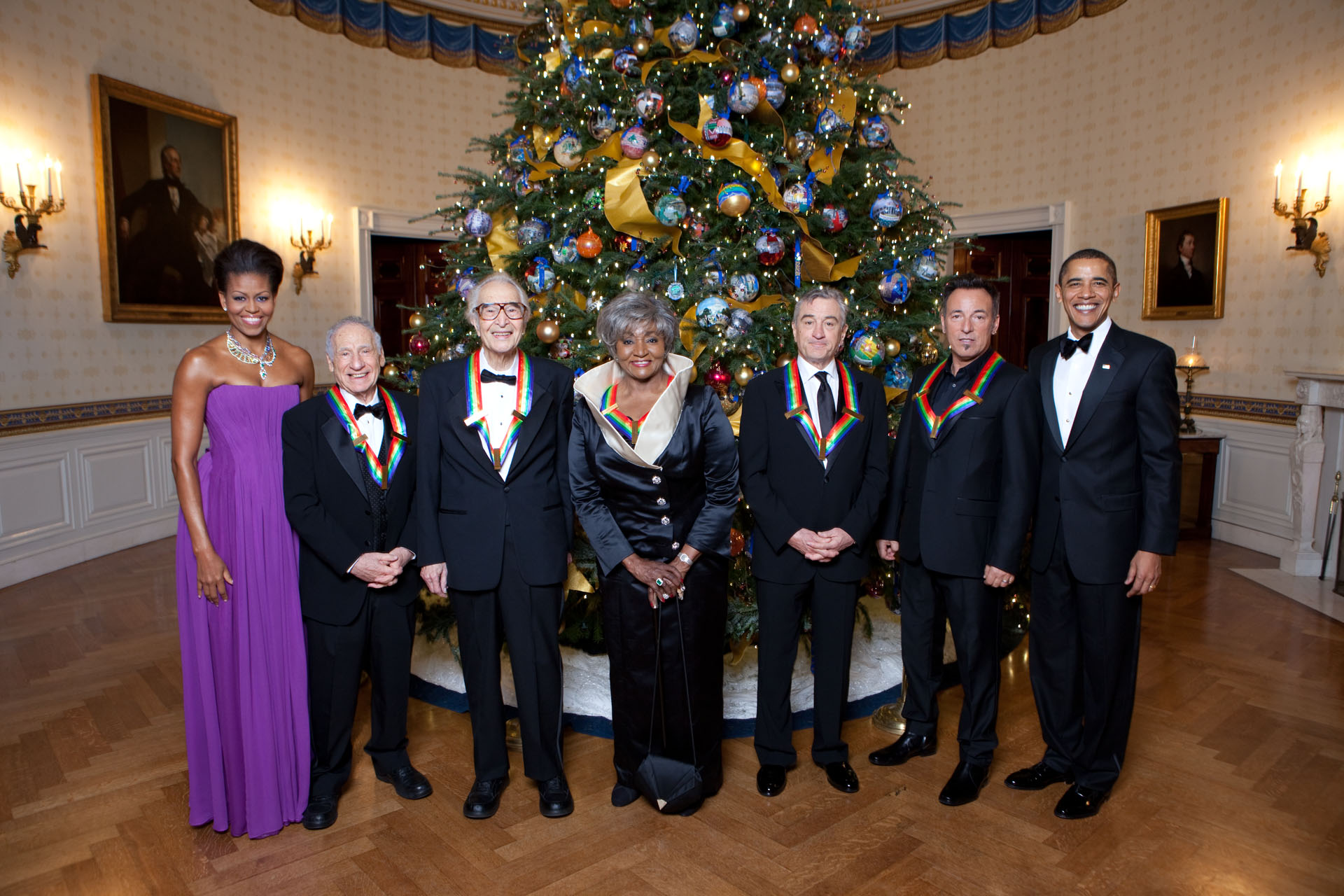
A Kennedy Center 2009-es kitüntetettjei: Mel Brooks, Dave Brubeck, Grace Bumbry, Robert De Niro és Bruce Springsteen, valamint Barack Obama elnök és Michelle Obama First Lady a Fehér Ház Kék Szalonjában, 2009. december 6-án

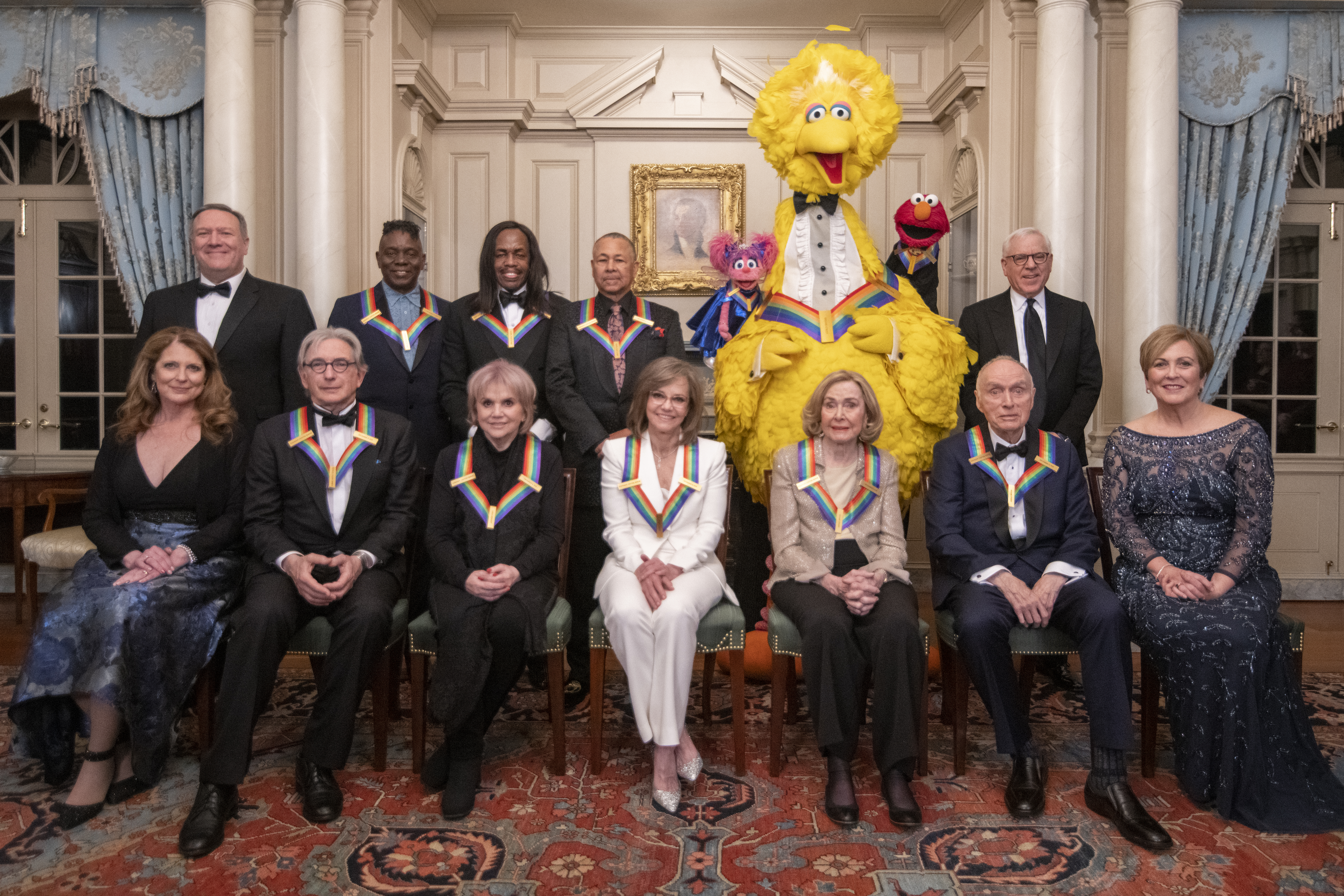
A 2019-es kitüntetettek Michael Tilson Thomas, Earth, Wind & Fire, Linda Ronstadt, Sally Field és Szezám utca Mike Pompeo külügyminiszterrel a bal szélen

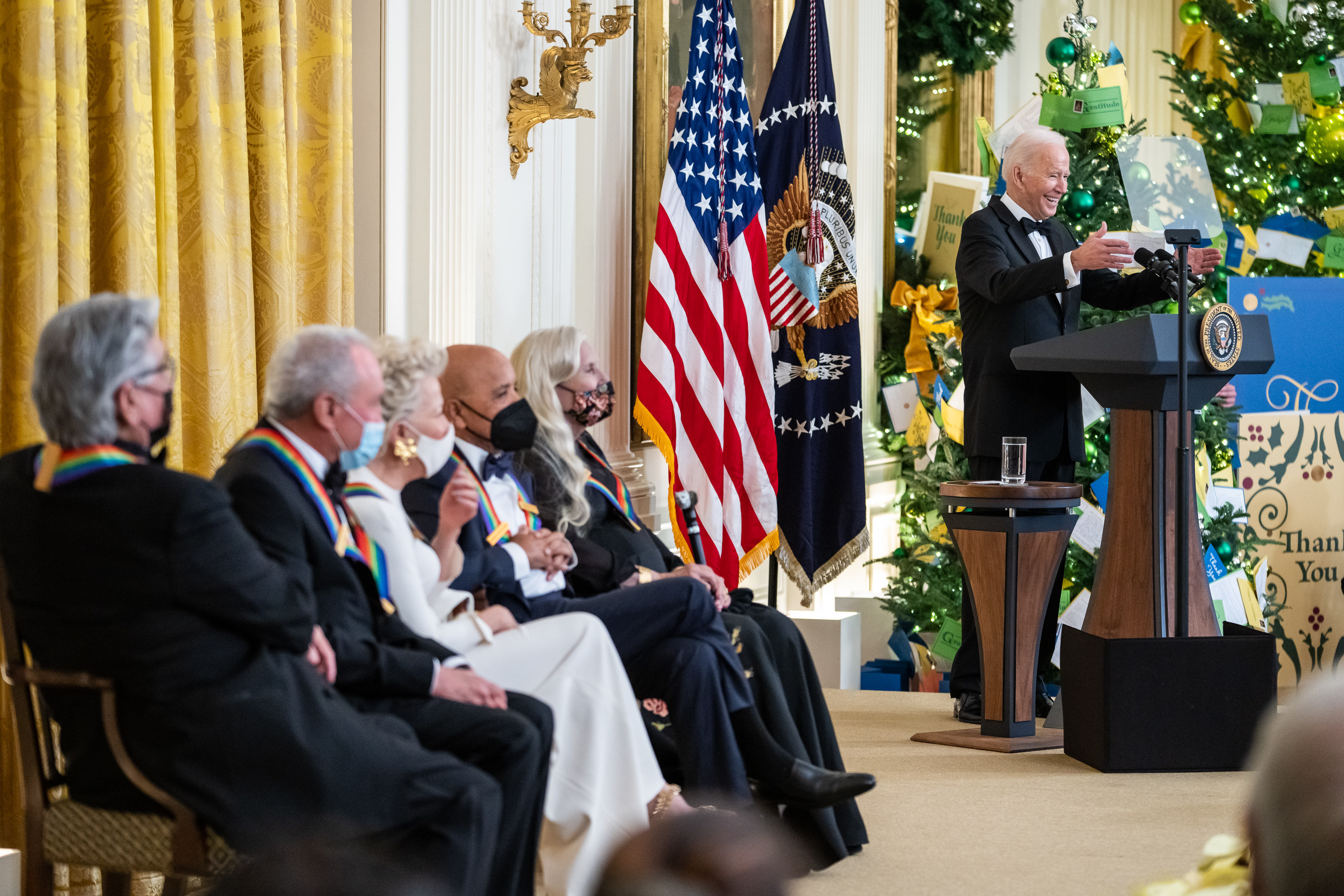
Joe Biden elnök beszédet mond a 2021-ben kitüntetett Justino Díaznak, Lorne Michaelsnek, Bette Midlernek, Berry Gordynak és Joni Mitchellnek

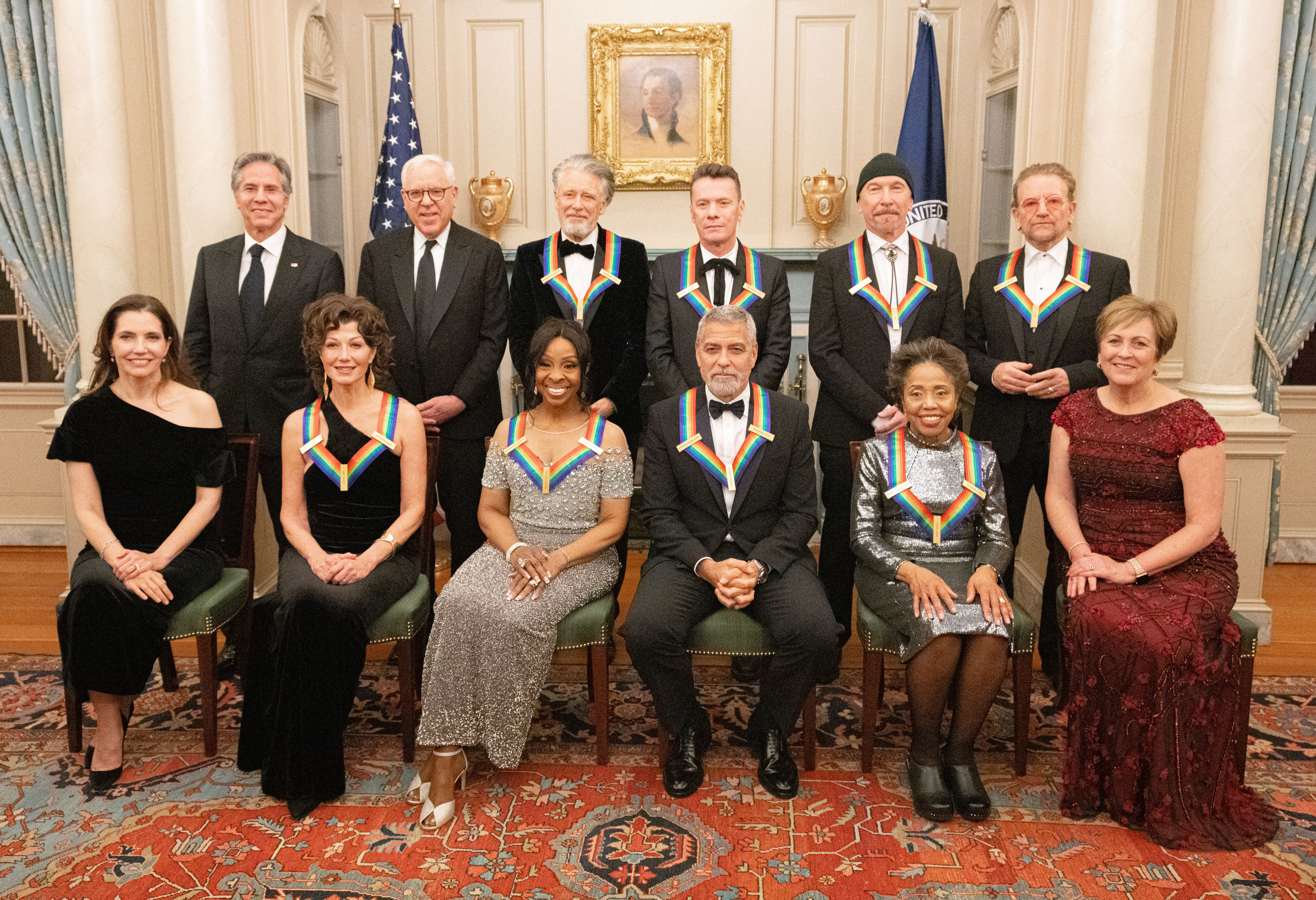
A 2022-es kitüntetettek George Clooney, Amy Grant, Gladys Knight, Tania León és a U2, Antony Blinken külügyminiszterrel a bal szélen

| Év   | Kitüntetettek                                                                                |
| ---- | -------------------------------------------------------------------------------------------- |
| 1980 | Leonard Bernstein, James Cagney, Agnes de Mille, Lynn Fontanne és Leontyne Price             |
| 1981 | Basie gróf, Cary Grant, Helen Hayes, Jerome Robbins és Rudolf Serkin                         |
| 1982 | George Abbott, Lillian Gish, Benny Goodman, Gene Kelly és Ormándy Jen                        |
| 1983 | Katherine Dunham, Elia Kazan, Frank Sinatra, James Stewart és Virgil Thomson                 |
| 1984 | Lena Horne, Danny Kaye, Gian Carlo Menotti, Arthur Miller és Isaac Stern                     |
| 1985 | Merce Cunningham, Irene Dunne, Bob Hope, Alan Jay Lerner és Frederick Loewe és Beverly Sills |
| 1986 | Lucille Ball, Ray Charles, Hume Cronyn és Jessica Tandy, Yehudi Menuhin és Antony Tudor      |
| 1987 | Perry Como, Bette Davis, Sammy Davis Jr., Nathan Milstein és Alwin Nikolais                  |
| 1988 | Alvin Ailey, George Burns, Myrna Loy, Alexander Schneider és Roger L. Stevens                |
| 1989 | Harry Belafonte, Claudette Colbert, Alexandra Danilova, Mary Martin és William Schuman       |

### 1990-es évek
| Év   | Kitüntetettek                                                                                               |
| ---- | --- |
| 1990 | Dizzy Gillespie, Katharine Hepburn, Risë Stevens, Jule Styne és Billy Wilder                                |
| 1991 | Roy Acuff, Betty Comden és Adolph Green, Fayard és Harold Nicholas, Gregory Peck és Robert Shaw (karmester) |
| 1992 | Lionel Hampton, Paul Newman és Joanne Woodward, Ginger Rogers, Mstislav Rostropovich és Paul Taylor         |
| 1993 | Johnny Carson, Arthur Mitchell, Solti György, Stephen Sondheim és Marion Williams                           |
| 1994 | Kirk Douglas, Aretha Franklin, Morton Gould, Harold Prince és Pete Seeger                                   |
| 1995 | Jacques d'Amboise, Marilyn Horne, BB King, Sidney Poitier és Neil Simon                                     |
| 1996 | Edward Albee, Benny Carter, Johnny Cash, Jack Lemmon és Maria Tallchief                                     |
| 1997 | Lauren Bacall, Bob Dylan, Charlton Heston, Jessye Norman és Edward Villella                                 |
| 1998 | Fred Ebb és John Kander, Willie Nelson, André Previn, Shirley Temple és Bill Cosby                          |
| 1999 | Victor Borge, Sean Connery, Judith Jamison, Jason Robards és Stevie Wonder                                  |

### 2000-es évek
| Év   | Kitüntetettek                                                                        |
| ---- | ------------------------------------------------------------------------------------ |
| 2000 | Mikhail Baryshnikov, Chuck Berry, Plácido Domingo, Clint Eastwood és Angela Lansbury |
| 2001 | Julie Andrews, Van Cliburn, Quincy Jones, Jack Nicholson és Luciano Pavarotti        |
| 2002 | James Earl Jones, James Levine, Chita Rivera, Paul Simon és Elizabeth Taylor         |
| 2003 | James Brown, Carol Burnett, Loretta Lynn, Mike Nichols és Itzhak Perlman             |
| 2004 | Warren Beatty, Ossie Davis és Ruby Dee, Elton John, Joan Sutherland és John Williams |
| 2005 | Tony Bennett, Suzanne Farrell, Julie Harris, Robert Redford és Tina Turner           |
| 2006 | Andrew Lloyd Webber, Zubin Mehta, Dolly Parton, Smokey Robinson és Steven Spielberg  |
| 2007 | Leon Fleisher, Steve Martin, Diana Ross, Martin Scorsese és Brian Wilson             |
| 2008 | Morgan Freeman, George Jones, Barbra Streisand, Twyla Tharp és The Who               |
| 2009 | Mel Brooks, Dave Brubeck, Grace Bumbry, Robert De Niro és Bruce Springsteen          |

### 2010-es évek
| Year | Honorees                                                                                  | Ref.          |
| ---- | ----------------------------------------------------------------------------------------- | ------------- |
| 2010 | Merle Haggard, Jerry Herman, Bill T. Jones, Paul McCartney és Oprah Winfrey               |               |
| 2011 | Barbara Cook, Neil Diamond, Yo-Yo Ma, Sonny Rollins és Meryl Streep                       | [ 32 ]        |
| 2012 | Buddy Guy, Dustin Hoffman, David Letterman, Natalia Makarova és Led Zeppelin              | [ 33 ]        |
| 2013 | Martina Arroyo, Herbie Hancock, Billy Joel, Shirley MacLaine és Carlos Santana            | [ 34 ]        |
| 2014 | Al Green, Tom Hanks, Patricia McBride, Sting és Lily Tomlin                               | [ 35 ]        |
| 2015 | Carole King, George Lucas, Rita Moreno, Ozava Szeidzsi és Cicely Tyson                    | [ 36 ]        |
| 2016 | Martha Argerich, Eagles Al Pacino, Mavis Staples és James Taylor                          | [ 38 ] [ 39 ] |
| 2017 | Carmen de Lavallade, Gloria Estefan, LL Cool J, Norman Lear és Lionel Richie              |               |
| 2018 | Cher, Philip Glass, Reba McEntire, Wayne Shorter, and the creators of Hamilton            | [ 28 ]        |
| 2019 | Earth, Wind & Fire, Sally Field, Linda Ronstadt, Michael Tilson Thomas, and Sesame Street | [ 29 ] [ 40 ] |

### 2020-as évek
| Év   | Kitüntetettek                                                                            | Ref.   |
| ---- | ---------------------------------------------------------------------------------------- | ------ |
| 2020 | Debbie Allen, Joan Baez, Garth Brooks, Midori és Dick Van Dyke                           | [ 41 ] |
| 2021 | Justino Díaz, Berry Gordy, Lorne Michaels, Bette Midler és Joni Mitchell                 | [ 42 ] |
| 2022 | George Clooney, Amy Grant, Gladys Knight, Tania León és U2                               | [ 43 ] |
| 2023 | Billy Crystal, Renée Fleming, Barry Gibb, Queen Latifah és Dionne Warwick                | [ 44 ] |
| 2024 | Francis Ford Coppola, Grateful Dead , Bonnie Raitt, Arturo Sandoval és az Apollo Színház | [ 2 ]  |

## Jelöltek, akik elutasították, lemondták vagy elhalasztották
Vladimir Horowitz zongoraművészt kitüntették volna, de a kiválasztási bizottság visszavonta az ajánlatot, amikor Horowitz ahhoz a feltételhez kötötte annak elfogadását, hogy egyedül és délután négykor tüntessék ki.
Katharine Hepburn színésznő visszautasította a bizottság első ajánlatát, bár aztán 1990-ben beletörődött.
Doris Day többször is visszautasította a Honort, mert a repüléstől való félelme miatt nem tudott részt venni a ceremónián.
Amikor Irving Berlint fontolgatták az 1987-es díjak odaítélése miatt, mert kritikákat kapták a figyelmen kívül hagyása miatt, Berlin közölte, hogy csak akkor szeretne kitüntetést kapni, ha túllépi 100. születésnapját (ami csak 1988 májusában volt esedékes). Egészségi állapota is megromlott, több agyvérzést követően kerekesszéket használt, és nem tudott részt venni nyilvános rendezvényen. A Központ ehelyett úgy döntött, hogy az 1987-es gálán külön tiszteleg előtte. Végül csak 1989-ben halt meg.
2015 novemberében, egy hónappal a tényleges ceremónia előtt az Eagles a következő évre halasztotta a kitüntetések átvételét, mert Glenn Freynek bélproblémái voltak, amelyek komoly műtétet és hosszú felépülési időszakot igényeltek. Távollétük ellenére 2015-ben is megtisztelték őket Miranda Lambert country énekesnő Desperado című előadásával. Frey 2016. január 18-án meghalt, a Központ őt és három túlélő tagját 2016-os kitüntetettekké nyilvánította.
2017-ben Norman Lear elfogadta a kitüntetést, de bojkottálta a Fehér Ház ceremóniáját, mivel Donald Trump elnök javasolta a Nemzeti Bölcsészettudományi és Művészeti Alapok megszüntetését. Végül Donald és Melania Trump hagyták ki a részvételt, „hogy a kitüntetettek minden politikai zavarás nélkül ünnepelhessenek”.

## Fordítás
- Ez a szócikk részben vagy egészben  a   Kennedy Center Honors című angol Wikipédia-szócikk ezen változatának fordításán alapul.  Az eredeti cikk szerkesztőit annak laptörténete sorolja fel. Ez a jelzés csupán a megfogalmazás eredetét és a szerzői jogokat jelzi, nem szolgál a cikkben szereplő információk forrásmegjelöléseként.